# 青梅線

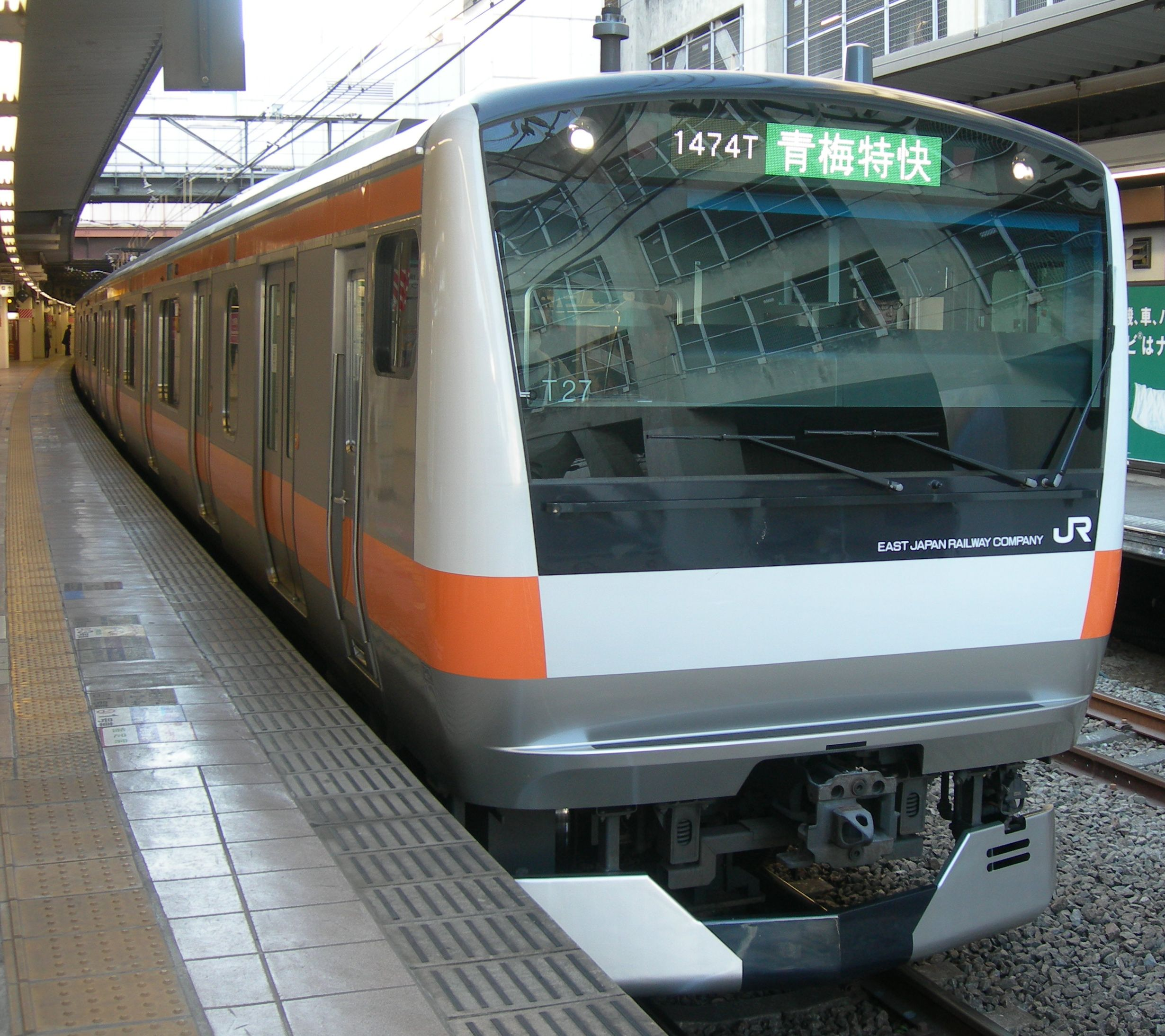
正在運行和中央線直通青梅特快班次的E233系列車（2009年2月6日攝於立川站）

青梅線（日语：／ Ōme sen */?）是一條連結東京都立川市立川站和東京都西多摩郡奧多摩町奧多摩站，屬於東日本旅客鐵道（JR東日本）的鐵路線（幹線）。車站編號使用的路線記號為JC。
青梅站－奧多摩站間設有愛稱「東京歷險線」。

## 概要
全線根據旅客營業規則包括在「東京近郊區間」、「電車特定區間」與IC乘車卡「Suica」的首都圈地域內。

## 路線資料
- 路線距離（營業距離）：
  - 東日本旅客鐵道（第一種鐵道事業者）： 立川－奧多摩 37.2公里[1]
  - 日本貨物鐵道（第二種鐵道事業者）： 立川－拜島 6.9公里
- 軌距：1067毫米
- 站數：25個（包括起點站）[1]
  - 若只限屬於青梅線的車站，排除屬於中央本線的立川站[2]則為24個。此外，與八高線、五日市線交差的拜島站屬於青梅線。
- 正線數目：
  - 三線：立川－西立川 1.9公里（內有1線為青梅短絡線）
  - 複線：西立川－東青梅 17.2公里
  - 單線：東青梅站内、上述路段以外
- 電氣化路段：全線（直流1500V）
- 閉塞方式：複線自動閉塞式（右述路段以外）、單線自動閉塞式（東青梅站以西與青梅短絡線）
- 保安裝置：ATS-P
- 運轉指令所（日语：運転指令所）：拜島CTC中心
- 最高速度：85公里/小時[來源請求]

全線由JR東日本八王子支社管轄。

## 历史
- 1894年（明治27年）11月19日：青梅铁道开通立川 - 青梅間路段，全线轨间762mm業[3]。拜岛站、福生站、羽村站、小作站、青梅站開始營業。
- 1895年（明治28年）12月28日：延长开通从青梅站到日向和田站的货运线，同時开通货运站日向和田站[4]。
- 1898年（明治31年）3月10日：开通从青梅站到日向和田站的始客运业务[5]。
- 1908年（明治41年）2月18日：全線軌距從762mm改為1067mm[5]。
- 1923年（大正12年）4月25日：立川站至二俣尾站間以直流1200V電氣化[5]。
- 1929年（昭和4年）5月3日：公司更名為青梅電氣鐵道[6]。
- 1930年（昭和5年）：全線從直流1200V升壓為1500V[5]。
- 1944年（昭和19年）4月1日：青梅電氣鐵道與奧多摩電氣鐵道營運的路線被國有化，成為鐵道省管轄之青梅線[7]。
- 1952年（昭和27年）2月19日：發生青梅事件，小作站內停留的四節貨車車廂溜逸，通過羽村站後，在福生車站的留置線撞擊停留的貨車車廂而損毀[8]。
- 1971年（昭和46年）2月1日：全線導入集中調度系統（CTC）[8]。
- 1987年（昭和62年）4月1日：國鐵分割民營化，全線由JR東日本做為第一種鐵道事業者接管[8]，JR貨物為第二種鐵道事業者[8]。
- 1999年（平成11年）3月25日：拜島站至奥多摩站區間的JR貨物之第二種鐵道事業者廢止，不再行駛貨物列車[8]。

## 車站列表
- ◆：兼營貨運車站（設有臨時貨物列車到發）
- 停車站
  - 各站停車、快速、青梅特快停靠所有車站
  - 特急「青梅」：●停靠、｜通過
  - Holiday快速：參見「假日快速奧多摩」
- 軌道：∥為複線路段，◇、｜為單線路段（◇為可進行列車交會），∨為此起往下為單線、∧為終點（可進行交會）
- 所有車站均位於東京都內。

| 車站編號 | 中文站名 | 日文站名 | 英文站名 | 站間營業距離 | 累計營業距離 | Holiday快速 | 特急「青梅」 | 接續路線 | 軌道 | 所在地            |
| -------- | -------- | -------- | -------- | ------------ | ------------ | ----------- | ------------ | --- | ---- | ----------------- |
|          | 立川     |          |          | -            | 0.0          | ●           | ●            | 東日本旅客鐵道： 中央線（直通運行）、 南武線（JN26） 多摩都市單軌電車：多摩都市單軌電車線（立川北、立川南） | ∥    | 立川市            |
|          | 西立川   |          |          | 1.9          | 1.9          | ●           | ｜           | | ∥    | 立川市            |
|          | 東中神   |          |          | 0.8          | 2.7          | ｜          | ｜           | | ∥    | 昭島市            |
|          | 中神     |          |          | 0.9          | 3.6          | ｜          | ｜           | | ∥    | 昭島市            |
|          | 昭島     |          |          | 1.4          | 5.0          | ｜          | ｜           | | ∥    | 昭島市            |
|          | 拜島◆    |          |          | 1.9          | 6.9          | ●           | ●            | 東日本旅客鐵道： 五日市線、八高線 西武鐵道： 拜島線（SS36）                                                 | ∥    | 昭島市            |
|          | 牛濱     |          |          | 1.7          | 8.6          | ｜          | ｜           | | ∥    | 福生市            |
|          | 福生     |          |          | 1.0          | 9.6          | ●           | ｜           | | ∥    | 福生市            |
|          | 羽村     |          |          | 2.1          | 11.7         | ｜          | ｜           | | ∥    | 羽村市            |
|          | 小作     |          |          | 2.4          | 14.1         | ｜          | ｜           | | ∥    | 羽村市            |
|          | 河邊     |          |          | 1.8          | 15.9         | ｜          | ●            | | ∨    | 青梅市            |
|          | 東青梅   |          |          | 1.3          | 17.2         | ｜          | ｜           | | ｜   | 青梅市            |
|          | 青梅     |          |          | 1.3          | 18.5         | ●           | ●            | | ◇    | 青梅市            |
|          | 宮之平   |          |          | 2.1          | 20.6         | ｜          |              | | ◇    | 青梅市            |
|          | 日向和田 |          |          | 0.8          | 21.4         | ｜          |              | | ｜   | 青梅市            |
|          | 石神前   |          |          | 1.0          | 22.4         | ｜          |              | | ｜   | 青梅市            |
|          | 二俁尾   |          |          | 1.2          | 23.6         | ｜          |              | | ◇    | 青梅市            |
|          | 軍畑     |          |          | 0.9          | 24.5         | ｜          |              | | ｜   | 青梅市            |
|          | 澤井     |          |          | 1.4          | 25.9         | ｜          |              | | ◇    | 青梅市            |
|          | 御嶽     |          |          | 1.3          | 27.2         | ●           |              | 御岳登山鐵道：纜車（需乘坐巴士到瀧本站）                                                                    | ◇    | 青梅市            |
|          | 川井     |          |          | 2.8          | 30.0         | ｜          |              | | ｜   | 西多摩郡 奥多摩町 |
|          | 古里     |          |          | 1.6          | 31.6         | ｜          |              | | ◇    | 西多摩郡 奥多摩町 |
|          | 鳩之巢   |          |          | 2.2          | 33.8         | ｜          |              | | ◇    | 西多摩郡 奥多摩町 |
|          | 白丸     |          |          | 1.4          | 35.2         | ｜          |              | | ｜   | 西多摩郡 奥多摩町 |
|          | 奧多摩   |          |          | 2.0          | 37.2         | ●           |              | | ∧    | 西多摩郡 奥多摩町 |

### 廢除路段
（）內是起點起計的營業距離
貨物支線（1935年廢除）
立川站（0.0）－上古新田荷扱所（1.7）
貨物支線（1944年廢除）
立川站－武藏上之原站（0.0）－西立川站（1.2）
- 1940年以後的起點是武藏上之原站。線路自體作為五日市線立川－武藏上之原間的渡線（青梅短絡線）現存

貨物支線（1959年廢除）
福生站（0.0）－福生河原站（1.8）

### 廢除信號場
（）內是立川站起計的營業距離
- 師岡聯絡所：河邊站－東青梅站間（約16.7）
- 東川井信號場（日语：東川井信号場）：御嶽站－川井站間（29.6）

### 新聞稿資料
1. ↑  青梅線が変わります～東京アドベンチャーライン始動！～PDF - 東日本旅客鉄道八王子支社、2018年9月14日